# Fulano
Fulano é uma palavra da língua portuguesa e castelhana, usada para fazer referência a uma pessoa indeterminada ou que não se quer mencionar; vagamente sinônimo de beltrano e sicrano, embora normalmente estas só se usem em conjunto quando se quer nomear mais do que uma pessoa. A palavra tem origem no termo árabe fulân', significando alguém.
Também usa-se Fulano "de Tal", o mesmo que em língua galega, e Fulano "da Silva". E "Caio, Tício e Mévio" ao invés de "Fulano, Beltrano e Sicrano" nos cursos de Direito.
Além disso, Beltrano deriva do nome próprio Beltrão ou Beltrand, de origem francesa, usado frequentemente em novelas de cavalarias da Idade Média e muito popular pela Península Ibérica. A terminação 'ão' foi substituída por 'ano' para rimar com Fulano.
Sicrano tem uma origem desconhecida. Outras hipóteses afirmam que “sicra” pode ser um derivado da palavra securu, do latim, que quer dizer segurança, ou ainda uma mistura das palavras "zutano e citano", que são equivalentes a “fulano” e “beltrano” em espanhol, talvez de sicrán ou sacrán que significa bêbado.
Não há nenhuma relação com ciclano, nome da Química, que corresponde a um hidrocarboneto saturado cíclico.

## Outros nomes utilizados ao redor do mundo
Diversos nomes fictícios são empregados para denominar pessoas desconhecidas ou não especificadas em diversos países e/ou idiomas em um contexto informal.
| África do Sul        | Koos van der Merwe, Piet Pompies |
| Alemanha             | Max e Erika Mustermann, Lieschen Müller, Otto Normalverbraucher, Meier/Müller/Schulze, Hinz & Kunz, NN |
| Países árabes        | Fulan (Em árabe: فلان) (feminino equivalente: Fulanah, فلانة), Ellan (علان) como um companheiro. Majhoul (Em árabe: مجهول). |
| Argentina            | Juan Pérez, Don Nadie, Fulano, Mengano, Zultano, Perengano, Fulano de Tal, Juan de los Palotes, Doña Rosa, Doña María, Pepito, Montoto, Natalia Natalia (utilizado pela polícia para descrever um suspeito cujo nome é ignorado). |
| Austrália            | Fred Nerk, Joe Blow, Joe Bloggs, John Citizen, Joe Farnarkle, John Barry, Simon McCool |
| Áustria              | Hans Meier, Hans Maier, Hans Mayer, Max Muster (mann), Herr und Frau Österreicher ("Sr. e Sra. Austríacos") |
| Bélgica              | Jean Dupont, Jan Janssen, Jos Joskens, Duschmol, Duchien |
| Bósnia e Herzegovina | Marko Marković, Petar Petrović, Sima Simić |
| Brasil               | Fulano (de Tal), Sicrano, Beltrano, João da Silva, Sr. Silva, Zé da Silva, Zé Ninguém, Zé das Couves, Dunha, Dona Maria, Tício, Caio, Semprônio e Mévio, Fulaninho, Fulaninha, João Ninguém, Zé Mané. |
| Bulgária             | Иван Иванов (Ivan Ivanov), лицето Х (a pessoa X). |
| Canadá               | G. Raymond (masculino/feminino, sobretudo nos cartões de crédito e nos documentos de identificação, utilizado por poder ser um nome anglófono ou francófono), John Jones, Jos Bleau (Utilizada em Quebec, adaptação francesa de Joe Blow) |
| Chile                | Juan Pérez, Fulano de Tal, Perico de los Palotes, N.N.. "Pedro, Juan y Diego" faz referência a um grupo indeterminado, como sinônimo de "quaisquer". Pode-se incluir ainda o sobrenome Moya: em seu uso mais habitual, se em uma conversa alguém faz uma pergunta e seus interlocutores não sabem a resposta, a estes cabe retrucar "Moya sabe". |
| China                | 无名氏 (Pinyin: Wúmíng Shì, literalmente "Sr./Sra. Nenhum Nome"); 某某 (Pinyin: Mǒu Mǒu, literalmente "so-and-so"); 赵大 (Pinyin: Zhào Dà, literalmente "Zhao Grande"), 钱二 (Pinyin: Qián Èr, "Qian 2"), 孙三 (Pinyin: Sūn Sān, "Sun 3"), 张三 (Pinyin: Zhāng Sān, "Zhang 3"),Chin-Chilla (王五), 李四 (Pinyin: Lǐ Sì, "Li 4"), 王五 (Pinyin: Wáng Wǔ, "Wang 5"), ...; 某甲 (Pinyin: Mǒu Jiǎ, literalmente "um certo A"), 某乙 (Pinyin: Mǒu Yǐ, "um certo B"), 某丙 (Pinyin: Mǒu Bǐng, "um certo C"), ...; 小强，小明... |
| Colômbia             | Fulano de Tal (do árabe: Fulan), Mengano, Pepito/Pedro Pérez, Sutano, Perencejo, Perencebo. Se em uma conversa alguém faz uma pergunta e seus interlocutores não sabem a resposta, a estes cabe retrucar "Mandrake saberá". |
| Coreia               | 홍길동 (洪吉童, Hong Gil-dong; masculino), 심청 (沈淸, Shim Cheong; feminino) 철수 (Cheol-soo, masculino), 영희 (Yeong-hee; feminino) |
| Costa Rica           | Juan Pérez, Fulano de Tal (do árabe: Fulan), Mengano, Sutano, Perencejo. Se em uma conversa alguém faz uma pergunta e seus interlocutores não sabem a resposta, a estes cabe retrucar "Judas sabe" ou "vê se você sabe". |
| Croácia              | Ivan Horvat, Pero Perić, N.N. ("Nepoznati Netko", "Alguém Desconhecido") |
| Cuba                 | Fulano, Mengano, Ciclano, Esperancejo (equivalente feminino: Fulana, Mengana, Ciclana, Esperanceja.) Sobrenome opcional: de Tal |
| Dinamarca            | N.N. (do latim nomen nescio, "desconheço o nome"). Mais informalmente, Jens Hansen, ou o termo Hr. og Fru Danmark ("Sr. e Sra. Dinamarca") |
| Equador              | Juan Pérez, Fulano, Sultano, Mengano, Juan Piguave, Perico de los Palotes |
| Eslováquia           | Ján Novák, (humorísticamente) Jožko Mrkvička |
| Eslovênia            | Janez Novak |
| Espanha              | Fulano, Zutano, Mengano e Perengano, além de seus equivalentes femininos (Fulana, Zutana, Mengana e Perengana) e suas variantes e diminutivos (Fulanito, Fulano de Tal, Fulanito de tal, Zutanito, Menganito, Menganito de cual, etc.). Também se utiliza os nomes Sultano, Pepe Pérez, Perico (el) de los palotes, Jaimito, Don Nadie e Juan Nadie. |
| Estados Unidos       | John Doe, Jane Doe, John Q. Public, Joe Blow, Joe Schmoe, Joe Sixpack, John Smith, Eddie Punchclock, Joe Botts (particularmente em Nova York), J. S. Ragman, Vinnie Boombotz (particularmente em Nova York) |
| Estônia              | Jaan Tamm (masculino), Tädi Maali (uma mulher de idade, literalmente "tia Maali") |
| Filipinas            | Juan de la Cruz, Juanita de la Cruz |
| Finlândia            | Matti Meikäläinen (masculino/genérico) e Maija Meikäläinen (feminino) |
| França               | Jean Dupont, Paul Martin, Monsieur Durand, Monsieur Untel/ Madame Unetelle, Monsieur/Madame X, Pierre-Paul-Jacques formam uma espécie de "fulano-sicrano-beltrano", pela junção dos três nomes. Em alguns casos pode ser usado para denominar apenas um indivíduo no lugar de três. |
| Grécia               | Γιῶργος Τάδε (Giorgos Tade, masculino), Μαρία Τάδε (Maria Tade, feminino), Τάδε Ταδόπουλος (Tade Tadopoulos, masculino), Τάδε Ταδοπούλου (Tade Tadopulou, feminino), ὁ/ἡ Δείνα (seu companheiro), ὁ Φούφουτος (O Foufoutos), Ἕνας Κάποιος (Enas Kapoios), Α. Β. Κάτοχος (A.B. Katohos, utilizado nas propagandas de cartões de crédito) |
| Guatemala            | Juan Pérez, Fulano, Mengano, Sutano (ou Zutano), Perencejo |
| Hong Kong e Macau    | 陳大文 (masculino), 陳小明 (criança). |
| Hungria              | Gipsz Jakab, Jóska Pista, Kovács János (John Smith), Pityi Palkó, Ribizli Gizi, XY |
| Índia                | Naamalum (Utilizado em questões judiciais) नामालुम (in Devnagri). Traduzido diretamente como "desconhecido" |
| Indonésia            | Si Anu / Fulan |
| Irã                  | Folani (do persa: فُلانی), Felani (do persa: فلانی), Yaroo (do persa: ِیارو) |
| Irlanda              | Seán e Síle Citizen; Seán Ó Rudaí, de rud = coisa |
| Islândia             | Meðal-Jón, Meðal-Jóna, Jón Jónsson, Jóna Jónsdóttir |
| Ilhas Faroe          | Miðalhampamaður |
| Israel               | ישראל ישראלי e também Ploni פלוני e Almoni אלמוני ou o último combinado com Ploni Almoni. Outro nome usado é Moshe Cohen משה כהן. |
| Itália               | Mario Rossi, Pinco Pallino, Tal dei Tali, Tizio, Caio, Sempronio. |
| Japão                | Os japoneses dizem “Nanashi-no-Gombei”, algo como “Sem nome, Tal e tal”. 山田太郎 (Yamada Taro, nome masculino comum), 山田花子 (Yamada Hanako, nome feminino comum), 名無しの権兵衛 (Nanashi-no-Gombee, 名無しの significa sem nome, 兵衛 (hyoue) significa membro da guarda imperial e 権 (gon) sendo utilizado para descrever títulos ou possessões, "Membro sem nome da guarda imperial ". O termo foi transformado em nanashi-gonbee, significado coloquial "Sem nome Sr. tal-e-tal), 何野某 (Nanno Nanigashi), 土左衛門 (Dozaemon, um cadáver afogado) 少女 A (Shoujo A) "Garota A", termo popularizado após o lançamento da música "Shoujo A" de Nakamori Akina em 1982.                                                                                                 |
| Letônia              | Jānis Bērziņš |
| Líbano               | Majhoul (Em árabe: مجهول), Folan (Arábico: فلان) (equivalente feminino: Folana, فلانة), Elan (علان) como companheiro. |
| Lituânia             | Vardenis Pavardenis, Jonas Jonaitis, Petras Petraitis |
| Macedônia do Norte   | Петар Петровски (Petar Petrovski) |
| Malásia              | Si Anu, Si Polan, Si Polan Bin Si Polan, Mat & Minah |
| Malta                | Joe Borg |
| Maurício             | Islas Sa boug la (masculino) ; Safame la, Sapitin la (feminino) |
| México               | Fulano de tal/Juan/Juanito/Juana/Juanita/Pedro/Petra Pérez, Don Fulano de Tal, Fulano, Fulanito de Tal, Mengano, Perengano, Sutano/Zutano, Zutanito, Juan. Perenganito, Menganito, Don Nadie, Pepito, Juan Nadie, Feminino equivalente: Fulanita, Fulanita de Tal, Mengana, Menganita, Menganita de Tal, Juana la Cotona, Un (sujeito, tipo) "X". |
| Moçambique           | Fulano, Sicrano, Beltrano, Indivíduo, Tipo, Gajo, Rapazinho, Zé Ninguém, Paspalho |
| Nepal                | Ram, Shyam, Hari e outras gírias como Chamar, Ram Kumar Deshar, Sigdel e Jyapu. |
| Nicarágua            | Juan Pueblo, Juan Perez, Fulanito de Tal. |
| Nigéria              | Lagbaja |
| Noruega              | N.N, Ola Nordmann, Kari Nordmann, Peder Ås |
| Nova Zelândia        | Joe Bloggs, John Doe, Joe Blow |
| Países Baixos        | Jan Jansen. Jan Modaal se utiliza de maneira similar ao inglês the Joneses, particularmente para se referir a uma maioria. Jan-Piet-Klaas é utilizado como uma palavra, assim como Fulano, Sicrano e Beltrano. |
| Paquistão            | Falana (masculino), Falani (feminino). Deriva do equivalente persa iraní. |
| Panamá               | Juan Pérez, Fulano de Tal, Fulana, Zultano, Mengano |
| Paraguai             | Juan Pérez, Fulano de Tal, Zutano, Mengano, N.N. |
| Peru                 | Juan Pérez, Fulano de Tal, Mengano, Zutano, Perengano, Perencejo, Juan Quispe, Beto, Perico de los Palotes, Serapio Torres (de "será qualquer pessoa"). |
| Polônia              | N.N., Jan Kowalski, Jan Nowak (utilizado com o significado de “qualquer”, cidadão médio) |
| Portugal             | Fulano, Sicrano, Beltrano, Indivíduo, Tipo, Gajo, Zé da Silva, Homenzinho, Mulherzinha, Rapazinho, Zé Povinho. |
| Porto Rico           | Fulano de Tal, Juan Pérez ou Juan del Pueblo |
| Reino Unido          | Joe Bloggs, John Smith, A N Other, R Punter, "Tom, Dick, and Harry", Ronnie (ou Ronny) Arbuckle |
| República Checa      | Jan Novák, Karel Vomáčka, Tomáš Martiník, Jan Skočdopole |
| República Dominicana | Fulano de tal, Fulanito de tal, Sutanejo, Perensejo, Vainita, Juan de los Palotes |
| Romênia              | Ion Popescu |
| Rússia               | Иванов Иван Иванович (Ivanov Ivan Ivanovich), Петров и Сидоров (Petrov e Sidorov), Вася Пупкин (Vasya Pupkin), имярек (antiga abreviatura eslava de имя рекомое, ou seja, “nome que será dito”. Ainda em uso, não é um nome, mas uma referência a uma pessoa, geralmente no contexto de encher uma forma, referindo-se às entidades legais - ООО "Ромашка" (OOO "Romashka" - "Сamomile Limited liability company"), ООО "Рога и копыта" (OOO "Roga i Kopyta" - Horns & Hoofs LLC), ООО "Фунтик" (OOO "Foontik" - "Piglet LLC"), Завод "Красная синька" (Plant "Krasnaya Sin'ka"; um trocadilho, no qual a palavra “Krasnaya”, que significa geralmente "vermelho", é utilizada com o significado de “soviético/comunista”, e a palavra “sin'ka” significa o "azul que se lava") |
| Sérvia               | Em documentos jurídicos e policias, NN lice (NN persona, do latim Nomen nescio = nome desconhecido) é usado. Os equivalentes são: Petar Petrović, Pera Perić, Marko Marković, Janko Janković. |
| Suécia               | (Herr/Fru) Svensson, Medelsvensson para o sueco médio; Kalle, Olle, Pelle, Nisse e Lisa quando um nome é necessário como exemplo. "Nome Nome", Namn Namn ou NN do latim Nomen Nescio) se utiliza como procurador. |
| Suíça                | Herr und Frau Schweizer ("Sr. e Sra. Suizos"), Hans Meier, Hans Mustermann, Mr. Bünzli |
| Suaíle               | Fulani |
| Tailândia            | นาย ก. (Nai Gor, literalmente Sr. Gor), นาง ก. (Nang Gor, literalmente Sra. Gor). |
| Turquia              | Sarı çizmeli Mehmet Ağa |
| Uruguai              | Fulano, Mengano, Sultano; Juan Pérez; Juan Pueblo, Doña María (fem.) e Don José (masc.). |
| Venezuela            | Fulano, Fulano de Tal, Mengano, Sutano, Perencejo, Pedro Pérez, Juan de los Palotes, Juan Bimba, Perico De Los Palotes, Esteban de Jesús, Estebita (diminutivo de Esteban) |
| Vietnã               | Người giấu tên, Nguyễn Văn A (masculino), Trần Thị B (feminino) |